# Serious Hits… Live!
 (octobre 2024).
Si vous disposez d'ouvrages ou d'articles de référence ou si vous connaissez des sites web de qualité traitant du thème abordé ici, merci de compléter l'article en donnant les références utiles à sa vérifiabilité et en les liant à la section « Notes et références ».
Serious Hits… Live! est le premier album live de Phil Collins, sorti en 1990. Il est enregistré dans le cadre de la tournée Seriously, Live! World Tour, qui s'est déroulée entre février et octobre 1990, à la suite de la publication de son quatrième album studio …But Seriously en novembre 1989. L'album est sorti en format vinyle, cassette et CD. Le concert de Collins à Berlin le 15 juillet 1990 est filmé en intégralité et publié en format VHS et Laserdisc sous le titre Seriously Live In Berlin, puis en DVD en 2003. L'album final est composé à partir de plusieurs interprétations réalisées lors de cette tournée. Phil Collins est est nommé pour cet album aux Brit Awards 1992 dans la catégorie meilleur artiste britannique masculin.

## Histoire
Lors de la conception de l'album, au lieu d'inclure toutes les chansons interprétées par Phil Collins en concert, les producteurs ont préféré sélectionner les plus grands tubes de l'artiste pour en faire une compilation. À la fin de l'album, Collins remercie le public de Chicago.
À l'inverse, le film du spectacle n'a pas été retouché en ce qui concerne les titres joués. Le concert réalisé à Berlin est considéré par Collins comme sa meilleure représentation en raison de l'énergie du public allemand à la suite de la chute du mur de Berlin. Le DVD contient plusieurs passages non-inclus dans la version VHS et Laserdisc. Parmi eux, le moment où la foule applaudit sans discontinuer après l'interprétation de Something Happened on the Way to Heaven.

## Titres

### CD, Cassette et Vinyle
Toutes les chansons sont signées Phil Collins, sauf contre-indication.
| 1. | Something Happened On the Way To Heaven  | Phil Collins, Daryl Stuermer | 4:59 |
| 2. | Against All Odds (Take a Look at Me Now) |                              | 3:28 |
| 3. | Who Said I Would                         |                              | 4:28 |
| 4. | One More Night                           |                              | 5:49 |

| 1. | Don't Lose My Number    |                | 4:42 |
| 2. | Do You Remember         |                | 5:40 |
| 3. | Another Day In Paradise |                | 5:36 |
| 4. | Separate Lives          | Stephen Bishop | 5:16 |

| 1. | In The Air Tonight   |                             | 6:35 |
| 2. | You Can't Hurry Love | Holland-Dozier-Holland      | 2:54 |
| 3. | Two Hearts           | Phil Collins, Lamont Dozier | 3:07 |
| 4. | Sussudio             |                             | 7:14 |

| 1. | A Groovy Kind of Love | Carole Bayer Sager, Toni Wine             | 3:30 |
| 2. | Easy Lover            | Phillip Bailey, Phil Collins, Nathan East | 4:46 |
| 3. | Take Me Home          |                                           | 8:39 |

### VHS, Laserdic et DVD
1. Hand in Hand
2. Hang in Long Enough
3. Against All Odds (Take a Look at Me Now)
4. Don't Lose My Number
5. Inside Out
6. Do You Remember?
7. Who Said I Would
8. Another Day in Paradise
9. Separate Lives
10. Saturday Night and Sunday Morning
11. The West Side
12. That's Just the Way It Is
13. Something Happened on the Way to Heaven
14. Doesn't Anybody Stay Together Anymore
15. One More Night
16. Colours
17. In the Air Tonight
18. Présentation des musiciens
19. You Can't Hurry Love
20. Two Hearts
21. Sussudio
22. A Groovy Kind of Love
23. Easy Lover
24. Always
25. Take Me Home

La chanson Doesn't Anybody Stay Together Anymore telle qu'interprétée pour Serious Hits… Live! diffère drastiquement de la version originale de l'album No Jacket Required, puisqu'elle est réarrangée en ballade.

## Musiciens

### The Serious Guys
- Phil Collins – chant, piano, batterie, percussions
- Daryl Stuermer – guitares
- Leland Sklar – guitare basse
- Brad Cole – claviers
- Chester Thompson – batterie, percussions

### The Seriousettes
- Bridgette Bryant – chœurs
- Arnold McCuller – chœurs
- Fred White – chœurs

### ThePhenix Horns
- Harry Kim – trompette
- Rahmlee Michael Davis – trompette
- Don Myrick – saxophone alto
- Louis "Lui Lui" Satterfield – trombone

## Production
- Réalisation – Jim Yukich
- Production – Paul Flattery et Tony Smith
- Ingénieur du son – Paul Gomersall
- Mixage – Paul Gomersall et Robert Colby
- Studio de mixage – The Farm, Studios Townhouse et Great Linford Manor (Angleterre, Royaume-Uni) ; Power Station (New York) et A&M Studios (Los Angeles, Californie, États-Unis).
- Design – Phil Collins et Wherefore Art?
- Image – Lewis Lee

## Classements
| Classement (1990–2019)                                      | Plus haute position |
| ----------------------------------------------------------- | ------------------- |
| Albums australiens (ARIA)                                   | 5                   |
| Albums autrichiens (Ö3 Austria)                             | 2                   |
| Albums belges (BEA)                                         | 3                   |
| Albums canadiens (RPM)                                      | 6                   |
| Albums danois (IFPI)                                        | 4                   |
| Albums néerlandais (Dutch Album Top 100)                    | 1                   |
| Albums européens (IFPI)                                     | 1                   |
| Albums finlandais (Suomen virallinen lista)                 | 4                   |
| DVD musicaux finlandais (Suomen virallinen lista)           | 7                   |
| Albums français (IFOP)                                      | 2                   |
| Albums allemands (Offizielle Top 100)                       | 1                   |
| Albums grecs (IFPI)                                         | 7                   |
| Albums hongrois (Mahasz)                                    | 4                   |
| Albums irlandais (IRMA)                                     | 2                   |
| Albums italiens (AFI)                                       | 3                   |
| Albums japonais (Oricon)                                    | 7                   |
| Albums néo-zélandais (RMNZ)                                 | 2                   |
| DVD musicaux néo-zélandais (RMNZ)                           | 1                   |
| Albums norvégiens (VG-lista)                                | 9                   |
| Albums portugais (AFP)                                      | 2                   |
| Albums espagnols (AFYVE)                                    | 6                   |
| Albums suédois (Sverigetopplistan)                          | 16                  |
| Albums suisses (Schweizer Hitparade)                        | 2                   |
| Albums britanniques (OCC)                                   | 2                   |
| Billboard 200 américain                                     | 11                  |
| Meilleures ventes d'album américaines (Billboard)           | 66                  |
| Meilleures ventes d'album actuelles américaines (Billboard) | 11                  |

| Classement (1990)                    | Position | Classement (1991)                     | Position |
| ------------------------------------ | -------- | ------------------------------------- | -------- |
| Albums néerlandais (Album Top 100)   | 22       | Albums australiens (ARIA)             | 27       |
| Albums japonais (Oricon)             | 75       | Albums néerlandais (Album Top 100)    | 6        |
| Albums néo-zélandais (RMNZ)          | 32       | Albums allemands (Offizielle Top 100) | 3        |
| Albums norvégiens (VG-lista)         | 63       | Albums néo-zélandais (RMNZ)           | 21       |
| Albums espagnols (AFYVE)             | 84       | Albums norvégiens (VG-lista)          | 83       |
| Albums suisses (Schweizer Hitparade) | 104      | Albums espagnols (AFYVE)              | 19       |
| Albums suisses (Schweizer Hitparade) | 104      | Albums suisses (Schweizer Hitparade)  | 9        |

## Certifications

### Album
| Pays                                                    | Certification | Ventes*   |
| ------------------------------------------------------- | ------------- | --------- |
| Argentine (CAPIF)                                       | 5 × Platine   | 300 000   |
| Australie (ARIA)                                        | 3 × Platine   | 210 000   |
| Autriche (IFPI Austria)                                 | Platine       | 50 000    |
| Brésil (Pro-Música Brasil)                              | 3 × Platine   | 750 000   |
| Canada (Music Canada)                                   | 2 × Platine   | 200 000   |
| Finlande (Musiikkituottajat)                            | Or            | 41 520    |
| France (SNEP)                                           | Diamant       | 1 000 000 |
| Allemagne (BVMI)                                        | 3 × Platine   | 1 500 000 |
| Italie (FIMI)                                           | 6 × Platine   | 600 000   |
| Japon (RIAJ)                                            | Or            | 300 000   |
| Pays-Bas (NVPI)                                         | Platine       | 100 000   |
| Nouvelle-Zélande (RMNZ)                                 | 7 × Platine   | 105 000   |
| Portugal (AFP)                                          | Platine       | 40 000    |
| Espagne (PROMUSICAE)                                    | 2 × Platine   | 200 000   |
| Suisse (IFPI Switzerland)                               | 3 × Platine   | 150 000   |
| Royaume-Uni (BPI)                                       | 4 × Platine   | 1 200 000 |
| États-Unis (RIAA)                                       | 4 × Platine   | 4 000 000 |
| Région                                                  |               |           |
| Europe (IFPI)                                           | 5 × Platine   | 5 000 000 |
| * Ventes nécessaires à l'obtention de la certification. |               |           |

### Film
| Pays                                                    | Certification | Ventes* |
| ------------------------------------------------------- | ------------- | ------- |
| Argentine (CAPIF)                                       | 6 × Platine   | 48 000  |
| Australie (ARIA)                                        | Or            | 7 500   |
| Brésil (Pro-Música Brasil)                              | Platine       | 50 000  |
| Allemagne (BVMI)                                        | Platine       | 50 000  |
| Pays-Bas (NVPI)                                         | Or            | 40 000  |
| Nouvelle-Zélande (RMNZ)                                 | Or            | 2 500   |
| Portugal (AFP)                                          | Platine       | 8 000   |
| États-Unis (RIAA)                                       | Platine       | 100 000 |
| * Ventes nécessaires à l'obtention de la certification. |               |         |

## Critique
- AllMusic [60]